# 談綱
談綱（1438年—1507年），字憲章，號勿軒，南直隶常州府無錫縣人，官籍。明朝官员。進士出身。

## 生平
應天府鄉試第十五名。成化五年（1469年）乙丑科會試第五十七名，殿試登進士第三甲第七十七名，授南京刑部主事，出守廣信，移萊州。

## 家族
曾祖父談禮。祖父談紹，贈監察御史。父亲談復，母親茹氏。兄談經。配朱氏及錢氏，育有二子（談一麟及談一鳳）一女。与妻子朱氏所生之女談允賢為名醫，孫嘉靖五年進士談愷。